# Diasemia cressarcha
Diasemia cressarcha là một loài bướm đêm trong họ Crambidae.